# مانويل دا سيلفا فيلهو
مانويل لورينكو دا سيلفا فيلهو (بالبرتغالية: Manoel Lourenço da Silva Filho‏) الشهير باسم مانويل (2 فبراير 1978) لاعب كرة قدم برازيلي معتزل كان يجيد اللعب في مركز المهاجم.

## روابط خارجية
- مانويل دا سيلفا فيلهو على موقع قاعدة بيانات كرة القدم.إي يو (الإنجليزية)